# Brachymeria persica
Brachymeria persica är en stekelart som först beskrevs av Masi 1924.  Brachymeria persica ingår i släktet Brachymeria och familjen bredlårsteklar. Inga underarter finns listade.